# Ural (Fluss)
Der 2428 km lange Ural (russisch Урал/ Ural; kasachisch Жайық/ Schajyq; früher russisch Яик/Jaik genannt) ist ein eurasischer Fluss in Russland und Kasachstan. Nach der verbreitetsten Definition der innereurasischen Grenze ist er Grenzfluss zwischen Europa (westliches Ufer) und Asien (östliches Ufer).

## Etymologie
Der Ural wurde bereits im 2. Jahrhundert n. Chr. von Claudius Ptolemäus unter dem Namen Δάϊκος (Daïkos) verzeichnet. Der alttürkische Name des Ural Yayıq ist bei Menander in Form von Δαιχ überliefert. Der Historiker Julian Kulakowski deutete diese Bezeichnungen später als turksprachiges Jajyk oder Яик und sah darin einen Hinweis darauf, dass die Hunnen Turksprachen nutzten. Diese These wurde jedoch von Gerard Clauson infrage gestellt, der stattdessen einen sarmatischen Ursprung des Namens für wahrscheinlicher hält. Parallel dazu existiert die weniger erforschte Hypothese eines finno-ugrischen Ursprungs, da der Fluss im vermuteten Urheimatgebiet der finno-ugrischen Sprachen entspringt. Dafür sprechen moderne Begriffe wie joki (finnisch für Fluss), jā (Mansi) oder jəŋk (Chantisch für Wasser). Auch die Namen einiger Nebenflüsse wie Ilek (abgeleitet vom erzyanischen Ilyk für Kraft) und Utva (vermutlich vom Komi Ytva für "Quellwasser) könnten finno-ugrische Wurzeln haben. Im 10. Jahrhundert bezeichnete der byzantinische Kaiser Konstantin VII. den Fluss in seiner Schrift De Administrando Imperio als Geich, während er in europäischen Quellen später gelegentlich als Rhymnus fluvius und in russischen Chroniken ab 1140 durchgängig als Jaik auftaucht. Der Fluss Ural hieß bis zum Beginn der Regierungszeit von Katharina II. im 18. Jahrhundert auf Russisch Jaik (Яик). Nach der Niederschlagung des Pugatschowschen Aufstandes, in dessen Verlauf auch in der Flussregion ausgiebige Kampfhandlungen stattgefunden hatten, wurde der Jaik auf Weisung Katharinas in Ural (Урал) umbenannt, wohl auch, um die Erinnerung an diesen Aufstand auszulöschen. In den turksprachigen Regionen entlang des Flusses hat sich hingegen bis heute die traditionellen Namensformen Jajyk (Яйыҡ) auf Baschkirisch und Schajyq (Жайық) auf Kasachisch erhalten, die unmittelbare lautliche Fortentwicklungen des alten Namens Jaik sind.

## Flusslauf
Der Ural entspringt im russischen Südural (russisch Южный Урал) bei den nordöstlichen Ausläufern des Awaljak-Rückens (russisch Аваляк) in einem mit dem senkrecht dazu stehenden Alabija-Rücken (russisch Алабия) gebildeten, südwestlich orientierten Talkessel. Die Quelle liegt in 790 m Höhe, 16 km nördlich des Ortes Burangulowo (russisch Бурангулово), Rajon Utschaly (russisch Учалинский район), Republik Baschkortostan (russisch Башкортостан), etwa 150 km nördlich von Magnitogorsk. Der Ural fließt zwischen zwei Gebirgsketten vorerst in südlicher Richtung und durch den Iriklinski-Stausee nach Orsk. Dort knickt er annähernd rechtwinklig nach Westen ab (sogenanntes Uralknie) und gelangt nach Orenburg. Nachdem er die Grenze zu Kasachstan gequert hat, erreicht er Oral. Der nun schiffbare Fluss wendet sich wieder nach Süden, um durch kasachische Tiefland-Steppe den Norden der Kaspischen Senke zu durchfließen. Etwa 500 km Luftlinie südlich von Oral mündet der Ural im westlichen Kasachstan bei Atyrau – mehrere Arme und ein sumpfiges und schilfreiches Mündungsdelta bildend – ins Kaspische Meer.

## Flusslänge
Bezüglich der Länge des Urals scheint es einige Uneinigkeiten zu geben. Meist wird die Länge mit 2428 km angegeben, aber auch 2534 km oder deutlich seltener 2573 km sind zu finden.

## Innereurasische Grenze
Der Ural-Fluss bildet – zusammen mit dem gleichnamigen Gebirge – die definierte Grenze zwischen Europa und Asien und zerteilt somit Eurasien in zwei ungleich große Kontinente.

## Einzugsgebiet
Das Einzugsgebiet des Urals umfasst 244.280 km².

## Nebenflüsse
Der größte Nebenfluss des Urals ist die Sakmara, die ihm rechtsseitig bei Orenburg von Norden her kommend zufließt.

## Orte
- Magnitogorsk
- Orsk
- Orenburg
- Oral
- Atyrau

## Flut 2024
Am 5. April 2024 begann eine Flut mit dem Bruch eines Dammes bei Orsk. 286 Siedlungen und 311.000 Menschen waren betroffen und 15 Menschen starben in der Region Orenburg. Am 14. April betrug der Pegel in Orenburg 12 Meter.